# 洗濯脱水
『洗濯脱水』（せんたくだっすい）は、1999年8月21日に発売された所ジョージの16枚目のアルバム。

## 概要
デビュー時からの盟友であり、当時『MUSIC HAMMER』で共演していた坂崎幸之助がプロデューサーとなって制作されたアルバム。バップに移籍して以降は井上鑑の編曲によるダイナミックな曲調の楽曲を多く発表していたが、このアルバムでは所の原点に戻ったかのようなアコースティック路線の曲調が特徴。
『LIVE 絶滅の危機』のMCで所が語ったところによると、レコーディング開始時には2曲しか出来上がっておらず、残りは坂崎の提案を元にレコーディングと並行して作り上げたとのこと。
なお、歌詞にはギター用のコードが併記されている。
「洗濯脱水」という語は、本アルバムの発売以前に所が自著『四字列語』で造語として発表している。

## 収録曲
| 全作詞・作曲: 所ジョージ（特記以外）。 |                                      |                         |                         |            |
| #                                      | タイトル                             | 作詞                    | 作曲・編曲              | 編曲       |
| 1.                                     | 「駅前のワシントン条約」             | 所ジョージ （特記以外） | 所ジョージ （特記以外） | 坂崎幸之助 |
| 2.                                     | 「拓郎さんのギターです」             | 所ジョージ （特記以外） | 所ジョージ （特記以外） | 坂崎幸之助 |
| 3.                                     | 「恋の唄」(作曲：吉田拓郎)           | 所ジョージ （特記以外） | 所ジョージ （特記以外） | 坂崎幸之助 |
| 4.                                     | 「西瓜」                             | 所ジョージ （特記以外） | 所ジョージ （特記以外） | 坂崎幸之助 |
| 5.                                     | 「コンドコソ飛んで行く」             | 所ジョージ （特記以外） | 所ジョージ （特記以外） | 坂崎幸之助 |
| 6.                                     | 「雪」                               | 所ジョージ （特記以外） | 所ジョージ （特記以外） | 坂崎幸之助 |
| 7.                                     | 「化けて出ている」                   | 所ジョージ （特記以外） | 所ジョージ （特記以外） | 坂崎幸之助 |
| 8.                                     | 「泳げたいやき屋のおじさん」         | 所ジョージ （特記以外） | 所ジョージ （特記以外） | 坂崎幸之助 |
| 9.                                     | 「酒と肴と酒と酒」                   | 所ジョージ （特記以外） | 所ジョージ （特記以外） | 坂崎幸之助 |
| 10.                                    | 「雨が空に戻るまでに」               | 所ジョージ （特記以外） | 所ジョージ （特記以外） | 坂崎幸之助 |
| 11.                                    | 「後悔してます」                     | 所ジョージ （特記以外） | 所ジョージ （特記以外） | 坂崎幸之助 |
| 12.                                    | 「明石家さんまさんに聞いてみてもネ」 | 所ジョージ （特記以外） | 所ジョージ （特記以外） | 所ジョージ |
| 13.                                    | 「ご自由にどうぞ」                   | 所ジョージ （特記以外） | 所ジョージ （特記以外） | 坂崎幸之助 |
| 合計時間:                              | 合計時間:                            | 合計時間:               | 37:29                   |            |

## 曲解説
1. 駅前のワシントン条約
自転車のマナーがなっていない人たちを「ワシントン条約にのっていない保護動物」と呼んで皮肉った歌。
2. 拓郎さんのギターです
吉田拓郎からギターを貰ったことから作られた歌。そのギターが伴奏に使われている。
3. 恋の唄
吉田拓郎から貰った曲に所が2番の詞を付け足したもの[2][3][4][5][6]。コーラスを坂崎と篠原ともえが、ドラムを森高千里が担当している。
この曲のお返しとして所は拓郎に「精霊もどし」を提供したが、拓郎からは「要らない」と言われたという。
4. 西瓜
吉田拓郎の「リンゴ」のパロディ。
5. コンドコソ飛んで行く
タイトルも曲調も「コンドルは飛んでいく」のパロディだが、歌詞はリストラの危機に立たされたサラリーマンの悲哀を歌っている。
6. 雪
フルコーラスで1分足らずの叙情的な小品。
7. 化けて出ている
曲はダウン・タウン・ブギウギ・バンドの「港のヨーコ・ヨコハマ・ヨコスカ」のパロディだが、歌詞の内容はタイトルから想像できるように厚化粧の女性を皮肉ったもの。元ネタを歌った、所の師匠でもある宇崎竜童本人がゲストとして参加している。
8. 泳げたいやき屋のおじさん
子門真人の「およげ!たいやきくん」のパロディ。元々『MUSIC HAMMER』で「めざせタイヤキII」として発表され、同番組の企画シングル「トンカチ」に収録される予定だったが、元ネタにあまりに似すぎているという理由で没となった曲。
歌詞は、たいやき屋のおじさんの方が嫌になって海に飛び込む話だが、何が嫌だったのか、そしてたい焼きの鉄板と共に海に沈み、結末が描かれないまま終わっており、『LIVE 絶滅の危機』のMCで坂崎から「この後おじさんどうなっちゃうの?」と訊かれることになった。それに対する答えは未だ出されていない。後に本曲をパラパラ調にした「ヒトマカセ・ヴァージョン」が「デジタル所さん」の挿入歌に起用された。
9. 酒と肴と酒と酒
河島英五の「酒と泪と男と女」のパロディ。
10. 雨が空に戻るまでに
11. 後悔してます
初期の未発表曲を初レコーディング。
12. 明石家さんまさんに聞いてみてもネ
明石家さんまと共に歌った「明石家さんまさんに聞いてみないとネ」のセルフパロディ。元ネタと同様にさんまを迎えて歌っているが、レコーディング前の丁寧なやりとりとは裏腹に歌詞の中ではぞんざいな扱いをしている。
13. ご自由にどうぞ
娘たちへの想いを綴った歌。2009年2月17日、『誰も知らない泣ける歌』で紹介された。